# Grönlandsstarr
Grönlandsstarr (Carex scirpoidea) är en flerårig gräslik växt inom starrsläktet och familjen halvgräs. Grönlandsstarr är tvåbyggare och växer i glesa tuvor. Den har brunvioletta basala slidor och styva raka strån som är sträva upptill. De styva bladen blir från en till tre mm breda och är platta och kortare än stråna. Hanaxen blir cirka en cem långa och dess honax 1 till 1,5 cm. De mörkbruna honaxfjällen blir cirka två mm, är äggrunda och trubbiga, har en ljus mittnerv och smal, hinklik, fint fransad kant. De gulgrå till bruna fruktgömmena blir från 2,5 till 3 mm och är fint och styvt gråhåriga, upprätta, med kort näbb och tre märken. Grönlandsstarr blir från 5 till 15 cm hög och blommar från maj till augusti.

## Utbredning
Grönlandsstarr är sällsynt i Norden och återfinns mest i norra Nordland, och där i fuktigt gräs- och snölegemark. Dess utbredning i Norden sträcker sig till några områden i Nordnorge.